# Valdice (Košťálov)
Valdice je malá vesnice, část obce Košťálov v okrese Semily. Nachází se asi 1,5 kilometru severovýchodně od Košťálova.
Valdice leží v katastrálním území Košťálov o výměře 9,54 km².

## Historie
První písemná zmínka o vesnici pochází z roku 1325.